# Der Lauf der Dinge
Der Lauf der Dinge is een art-film van het Zwitserse kunstenaarsduo Peter Fischli en David Weiss. De kunsstijl van dit project is gebaseerd op kinetische kunst.
Der Lauf der Dinge kan eigenlijk beschouwd worden als een combinatie van twee werken. Enerzijds bestaat de kettingreactie op zich, anderzijds bestaat de film.
Deze video, die oorspronkelijk geschoten is op een 16mm-film, toont de toeschouwer in 29:45 minuten een reeks van kettingreacties waarin de meest onwaarschijnlijke combinaties van bewegingen en reacties de kijker fascineert. Aan de hand van Der Lauf der Dinge kan de fascinatie van de kunstenaars voor het concept tijd afgeleid worden.
De reactie is vooral opgebouwd met herkenbare materialen zoals autobanden, ladders, stoelen, ballonnen, houten balken en planken die vlam vatten, omvervallen, smelten, exploderen enz. Fischli en Weiss maken gebruik van alle vormen van fysische en mechanische krachten en chemische principes in een creatie van hun eigen verbeelding. Ze laten zien hoe een systeem, bepaald door de mogelijkheden en beperkingen, stappen zet in de richting van zijn eigen vernietiging.
De kettingreactie, die grote invloeden kent van een soort Rube Goldbergmachine, is opgebouwd over een lengte van 20 tot 30 meter in een magazijn. De camerabediening werd gedaan door Pio Corradi. De film is opgebouwd met horizontale beelden waarbij de camera bijna altijd even snel beweegt ter hoogte van de reacties of iets hoger. Op het eerste gezicht lijkt de film in één take opgenomen te zijn.

## Prijzen
- Berlin International Film Festival, 1988
- Sydney Film Festival, 1988
- Hong Kong International Film Festival, 1988
- San Francisco International Film Festival, 1989
- National Educational Film & Video Festival, 1989 (Gold Apple)